# Martin Kautz
Martin Kautz (* 27. Februar 1979 in Potsdam) ist ein deutscher Schauspieler, Synchronsprecher, Musiker sowie Sprecher von Hörspielen & Hörbüchern.

## Leben
Im Alter von 10 Jahren erhielt Martin Kautz Schlagzeug- und Klavierunterricht und spielte als Schlagzeuger in verschiedenen Jugendorchestern, darunter dem Bundesjugendorchester und der Jungen Philharmonie Brandenburg. Nach einem Juniorstudium im Fach „Klassisches Schlagzeug“ am Julius-Stern-Institut für musikalische Nachwuchsförderung innerhalb der Universität der Künste Berlin, studierte Kautz in Zürich Schauspiel und erhielt außerdem eine klassische Gesangsausbildung.
Engagements hatte Kautz unter anderem am Schauspielhaus Zürich und dem Hamburger Thalia Theater sowie in der freien Theaterszene. Bekannt geworden ist er vor allem aber als Synchronsprecher in bislang mehreren hundert Sprechrollen. Seit Ende der 2000er-Jahre leiht Kautz seine Stimme einer Vielzahl von Schauspielern, darunter wiederholt Jon Bernthal, Michael Ealy oder Taylor Kinney. Auch in der Synchronisation von Zeichentrick- und Animationsfilmen ist Kautz tätig, so unter anderem in Rio, Ralph reichts und Zoomania. Seit Aufnahme des Sendebetriebs im Jahr 2013 ist Kautz ebenfalls feste Station-Voice des Free TV-Senders ProSieben Maxx.
Darüber hinaus liest er Hörbücher, wie beispielsweise Grey: Von Christian selbst erzählt, nach der Roman-Trilogie Shades of Grey von E. L. James. Nach wie vor arbeitet Kautz auch in der Musikszene und leitet gemeinsam mit Christian Kullack eine eigene Big Band, nachdem er zwischen 2004 und 2007 bereits Schlagzeug in der Berliner Band Herr Nilsson gespielt hatte. Außerdem moderierte Kautz in der Vergangenheit zahlreiche Veranstaltungen für teilweise namhafte Unternehmen.
Martin Kautz lebt in Berlin.

## Synchronrollen (Auswahl)
Jon Bernthal
- 2013: Snitch – Ein riskanter Deal als Daniel James
- 2013: Zwei vom alten Schlag als B.J.
- 2013: The Wolf of Wall Street als Brad
- 2014: Herz aus Stahl als Grady „Coon–Ass“ Travis
- 2015: Sicario als Ted
- 2015: Ich und Earl und das Mädchen als Mr. McCarthy
- 2015: We Are Your Friends als Paige
- 2016: Marvel’s Daredevil als Frank Castle
- 2016: The Accountant als Brax
- 2017: Baby Driver als Griff
- 2017–2019: Marvel’s The Punisher als Frank Castle
- 2019: Le Mans 66 – Gegen jede Chance als Lee Iacocca
- 2025: Daredevil: Born Again als Frank Castle

Taylor Kinney
- 2011: Five als Tommy
- 2013–2018: Chicago Fire (Fernsehserie) als Kelly Severide
- 2014: Die Schadenfreundinnen als Phil
- 2014, 2016–2017: Chicago P.D. (Fernsehserie) als Kelly Severide
- 2015: Rock the Kasbah als Private Barnes
- 2016: The Forest als Aiden
- 2016–2017: Chicago Med (Fernsehserie) als Kelly Severide

Joel Edgerton
- 2014: Exodus: Götter und Könige als Ramses
- 2015: Felony als Det. Malcolm Toohey
- 2015: Black Mass als John Connolly
- 2015: The Gift als Gordo
- 2022: Dreizehn Leben als Dr. Richard Harris
- 2022: The Underground Railroad (Fernsehserie) als Ridgeway
- seit 2024: Dark Matter – Der Zeitenläufer als Jason Dessen

Kirk Acevedo
- 2008–2011: Fringe – Grenzfälle des FBI (Fernsehserie) als Agent Charlie Francis
- 2013: The Mentalist (Fernsehserie) als Christian Dos Santos
- 2013: CSI: Vegas (Fernsehserie) als James Boyd
- 2014: Planet der Affen: Revolution als Carver
- 2023: Star Trek: Picard (Fernsehserie) als Krinn

Michael Ealy
- 2012: Denk wie ein Mann als Dominic
- 2012: Underworld: Awakening als Detective Sebastian
- 2014: About Last Night als Daniel Martin
- 2014: Denk wie ein Mann 2 als Dominic
- 2015: The Perfect Guy als Carter

Joel Kinnaman
- 2014: RoboCop als Alex Murphy / RoboCop
- 2015: Run All Night als Mike Conlon
- 2016: Edge of Winter als Elliot
- 2016: Suicide Squad als Rick Flag
- 2021: The Suicide Squad als Rick Flag

Channing Tatum
- 2011: Haywire als Aaron
- 2012: Magic Mike als Magic Mike
- 2013: Side Effects – Tödliche Nebenwirkungen als Martin Taylor
- 2015: Magic Mike XXL als Magic Mike

Lucas Till
- 2011: X-Men: Erste Entscheidung als Alex Summers / Havok
- 2014: X-Men: Zukunft ist Vergangenheit als Alex Summers / Havok
- 2016: X-Men: Apocalypse als Alex Summers / Havok

Matthias Schoenaerts
- 2012: Der Geschmack von Rost und Knochen als Alain van Versch
- 2013: Blood Ties als Scarfo
- 2015: Der Bodyguard – Sein letzter Auftrag als Vincent Loreau

James Earl Jones
- 2016: Rogue One: A Star Wars Story als Darth Vader
- 2019: Star Wars: Der Aufstieg Skywalkers als Darth Vader
- 2022: Obi-Wan Kenobi (Miniserie) als Darth Vader
- 2023: Ahsoka (Fernsehserie) als Darth Vader

Edwin Hodge
- 2014: Katakomben als Benji
- 2016: The Purge: Election Year als Dante Bishop

### Filme
- 2008: Nick Cannon in Day of the Dead als Salazar
- 2009: Rory Cochrane in Public Enemies als Agent Carter Baum
- 2010: Jay R. Ferguson in The Killer Inside Me als Elmer Conway
- 2011: Nonso Anozie in Conan als Artus
- 2011: Boyd Holbrook in The Reunion – Letzte Chance. Miese Aussichten als Douglas Carey
- 2011: Cristian Jacob in Ghost Rider: Spirit of Vengeance als Vasil
- 2012: Evan Parke in Django Unchained als Baghead
- 2012: Grégory Gadebois in Der Börsenhai als George Fall
- 2012: Rich Sommer in Celeste & Jesse als Max
- 2012: Sean Harris in Prometheus – Dunkle Zeichen als Fifield
- 2013: Garrett Hedlund in Inside Llewyn Davis als Johnny Five
- 2013: Jordi Mollà in Riddick: Überleben ist seine Rache als Santana
- 2013: Sam Spruell in The Counselor als Wireman
- 2013: T.I. in Voll abgezockt als Julian
- 2014: Joe Swanberg in Happy Christmas als Jeff
- 2014: Dorian Missick in Annie als Annies „Vater“
- 2014: Dan Stevens in Ruhet in Frieden – A Walk Among the Tombstones als Kenny Kristo
- 2014: James D’Arcy in Let’s be Cops – Die Party Bullen als Mossi
- 2014: Joe Anderson in Hercules als Phineas
- 2014: Johnathon Schaech in The Legend of Hercules als Tarak
- 2014: Jonas Armstrong in Edge of Tomorrow als Skinner
- 2014: Victor Ortiz in The Expendables 3 als Mars
- 2014: Derek Luke in Liebe im Gepäck als William Wright
- 2015: Grégory Gadebois in Tod nach Ritual als Gillet
- 2015: Jai Courtney in Terminator: Genisys als Kyle Reese
- 2015: James Parks in The Hateful Eight als O.B. Jackson
- 2015: Kevin Dillon in Entourage als Johnny „Drama“ Chase
- 2015: Miguel Gomez in Southpaw als Miguel „Magic“ Escobar
- 2016: James Badge Dale in 13 Hours: The Secret Soldiers of Benghazi als Tyrone „Rone“ Woods
- 2019: Stephen Graham in The Irishman als Anthony Provenzano
- 2020: Keegan-Michael Key in Chaos auf der Feuerwache als Mark Rogers
- 2022: Shemar Moore in Sonic the Hedgehog 2 als Randall

### Serien
- 2006, seit 2018: Shuichi Ikeda in Detektiv Conan als Shuichi Akai
- 2006: J. K. Simmons in Die Liga der Gerechten als Deutscher Agent (1. Take)
- 2010–2015: Jay R. Ferguson in Mad Men als Stan Rizzo
- 2011: Reggie Austin in Desperate Housewives als Doug Perry
- 2011–2013: Jon Seda in Treme als Nelson Hidalgo
- 2011–2013: Rainbow Sun Francks in The Listener – Hellhörig als Cpl. Dev Clark
- 2011–2015: Philip Winchester in Strike Back als Sergeant Michael Stonebridge
- 2012: Casper Zafer in Vampire Diaries als Finn
- 2012–2013: Zach McGowan in Shameless als Jody Silverman
- 2013: Burn Gorman in Die Spione von Warschau als Jourdain
- 2017–2018: Evan Parke in The Blacklist als Norman Singleton
- 2021, 2023: Kurt Russell in What If…? als Ego, der lebende Planet
- seit 2021: Enver Gjokaj in Infiltration als Clark Evans
- 2022: Yasuyuki Kase in Cyberpunk: Edgerunners als Falco
- 2022: Jensen Ackles in The Boys als Ben/Soldier Boy
- 2023: Jensen Ackles in Generation V als Soldier Boy
- 2024: Navy CIS: Hawaiʻi als Milos Vukicevic

### Videospiele
- 2014: Assassin’s Creed IV: Black Flag als Bartholomew Roberts
- 2018: Far Cry 5 als John Seed
- 2019: Tom Clancy’s Ghost Recon Wildlands als Cole D. Walker in Mission „Operation Oracle“
- 2019: Tom Clancy’s Ghost Recon Breakpoint als Cole D. Walker
- 2024: Star Wars Outlaws als Darth Vader

## Hörspiele (Auswahl)
- 2004: Frau Leusch – Autoren und Regie: Martin Klöpfer und Sebastian Windisch

## Hörbücher (Auswahl)
- 2015:  E. L. James: Grey – Fifty Shades of Grey von Christian selbst erzählt, Hörverlag/Audible, ISBN 978-3-8445-2056-9.
- 2015: Kai Lüftner: Der Gewitter-Ritter und weitere Geschichten (gemeinsam mit Simon Jäger und Anna Thalbach), der Audio Verlag, ISBN 978-3-86231-593-2.